# 大行會

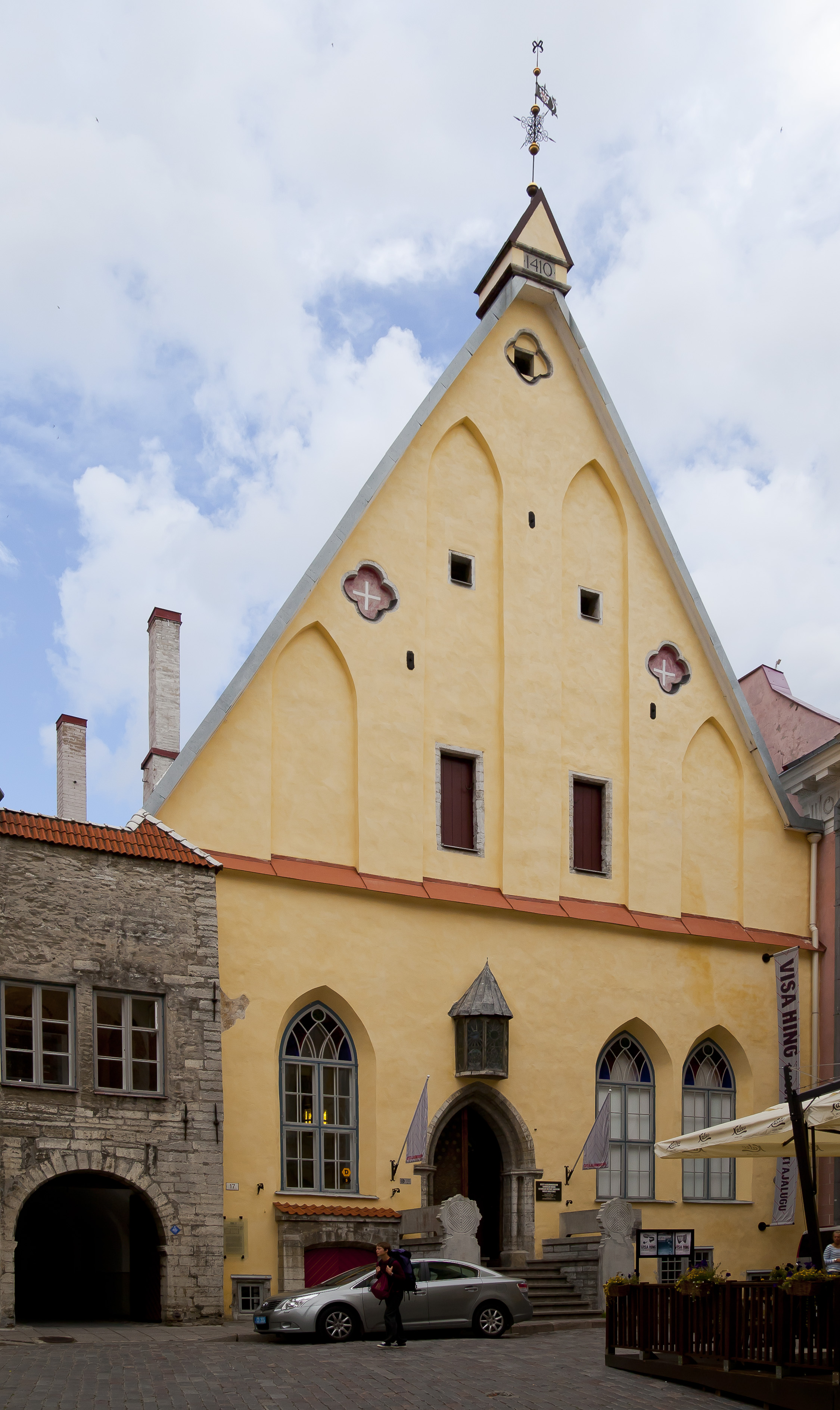
大行会厅

大行会曾是愛沙尼亞塔林的一个商贾和手工艺者的行会，至少运作于14世纪至1920年。其据点为大行会厅，一座位于塔林历史中心的哥特式建筑，现今为愛沙尼亞歷史博物館的所在地。2013年该建筑获得欧洲遗产标签。
大行会厅修建於1407年至1410年，内部装饰于1417年完工。该建筑被认为是塔林中世纪的建筑典范。